# 北川日出治
北川 日出冶（きたがわ ひでじ、1925年7月14日 - 2006年7月25日）は、日本の経営者。北海道新聞社社長を務めた。

## 来歴・人物
北海道出身。1950年に北海道大学法文学部を卒業し、同年に北海道新聞社に入社。1981年1月に取締役に就任し、1985年1月に常務、1987年1月に専務を経て、1989年1月に社長に就任。1993年1月に会長に就任し、1997年1月に相談役に就任。
2006年7月25日に呼吸不全のために死去。81歳没。